# ホームライナー (JR北海道)
ホームライナーは、北海道旅客鉄道（JR北海道）が函館本線手稲駅 - 札幌駅間で運行している全車座席指定制の快速列車。札幌近郊路線図で使用される記号は、■ A。

## 概要
札幌運転所からから各方面特急列車の始発駅である札幌駅へ回送される特急形車両を用いて、朝の通勤通学時間帯に手稲駅 - 札幌駅間で運転される。かつては小樽始発の列車や夜間帯に札幌駅から手稲駅へ入庫する列車を使った列車も運転されていたが（後述）、現在は廃止されている。

## 運行概況
以下特記ない限り、2023年（令和5年）3月18日ダイヤ改正時点での情報を記す。

手稲発札幌行きの3本（1・3・5号、3111D・3113D・3115D）が設定されており、朝7時台半ばから8時台半ばにかけておおむね30分間隔で手稲駅を発車する。途中停車駅は設定されていないが、先行列車の追い抜きはなく、所要時間も同時間帯の普通列車と同等の16-18分である。

### 車両
いずれも札幌駅から特急列車として運用するために札幌運転所を出庫するキハ261系気動車（1000番台）を充当する。編成は、3号のみ5両編成、そのほかは4両編成が所定であり、いずれも1号車はグリーン車指定席、そのほかは普通車指定席として設定されている。過去には電車列車に781系や785系・789系1000番台、気動車列車にキハ183系・キハ281系・キハ283系などが使用された。

### 料金
手稲駅 - 札幌駅間で有効な乗車券類に普通車指定席料金（530円）・グリーン車指定席料金（780円）を支払うことで利用可能である。
また、えきねっとを通じて発売する「在来線チケットレス座席指定券」を使用することにより、普通車は通常価格の半額、グリーン車は6割引（いずれも端数切捨て）で利用することも可能である。

## 歴史

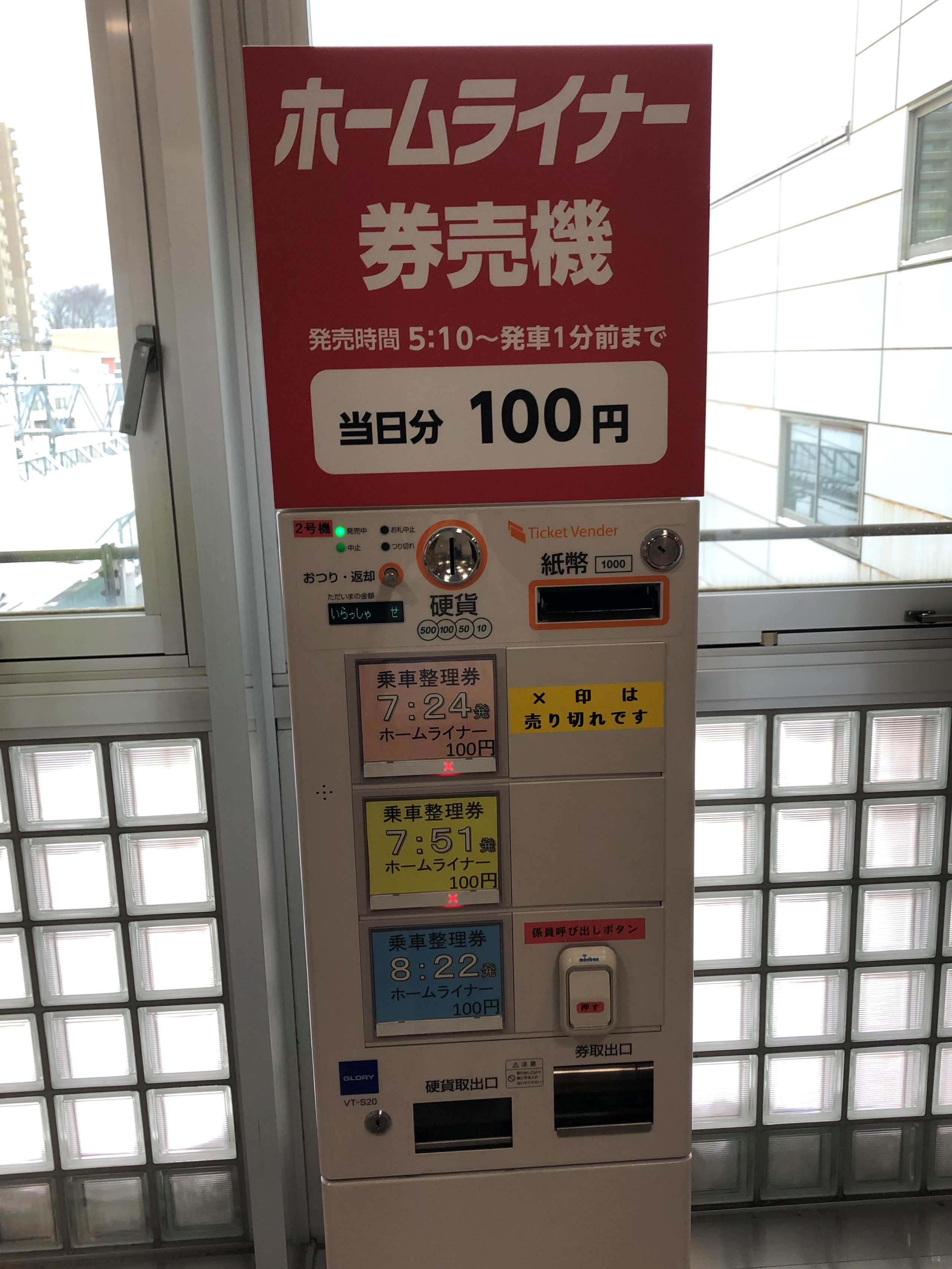
かつて手稲駅改札内に設置されていたホームライナー乗車整理券の自動券売機

国鉄時代末期の1985年（昭和60年）に札幌運転所最寄りの手稲駅と札幌駅を行き来する特急型車両の回送列車を活用して、国鉄では4地区目のライナー列車の運転を開始したのがはじまりである。
その後、朝時間帯に小樽始発の便も設定されるなどしたが、2017年（平成29年）までに、現行の朝に手稲を発車する3本のみの体制となっている。

### 年表
- 1985年（昭和60年）
  - 8月12日：手稲駅 - 札幌駅間で、平日朝夕に「ホームライナー」の運転を開始[3]。
    - この時点では、朝に下り2本・夕夜間帯に上り4本の設定であり、会員制の団体専用列車との建前で運行された。
    - 当時多くの「ホームライナー」は旅客営業規則140条の特殊料金（1人300円、団体は1人100円）を根拠に乗車整理料金として300円を徴収していたが、当時の手稲駅 - 札幌駅間の運賃は140円であり札幌鉄道管理局では300円を徴収することは営業上無理があると判断した。そこで前述の団体料金が1人100円であることを利用して、11枚セットの「団体用特急回数乗車整理券」（1,000円）を制定し、会員に発行した[5]。

  - 9月17日：実質的に個人客の利用でありながら団体列車として取り扱ったことが、運輸省に問題視されたことを受けて[5]、団体列車の扱いから定員制列車（ライナー列車）に変更し、正規の乗車整理料金そのものを100円に割り引いたとする扱いに変更し、同日から整理券を発売する[5]。
    - 券面には「（前略）いずれかの回送列車に乗車できます」とあり、特段列車を指定していなかった[5]。
    - この100円という料金は、2023年（令和5年）に座席指定制になるまで値上げされることはなかった[JR北 2]。
- 1988年（昭和63年）3月13日：小樽始発の列車を追加。平日運転。
  - 当初の停車駅：小樽駅 - 南小樽駅 - 小樽築港駅 - 手稲駅 - 札幌駅
  - この列車について、手稲駅以外の各駅から乗車する場合、乗車整理券は310円であった[6]。
- 1992年（平成4年）7月1日：同日のダイヤ改正で小樽始発の列車を銭函駅に停車開始[7]。
- 2013年（平成25年）11月1日：同年7月6日に発生した特急「北斗」出火事故に伴う車両使用中止等を受けた運用見直し・ダイヤ修正に伴い、朝時間帯小樽発列車（5107M）の運行を取りやめ、手稲発2本目の列車（旧・5005D）を置き換える形でほぼ同時刻に手稲発の新・5107Mとして運転[6][注 2]。
- 2014年（平成26年）8月30日：朝時間帯小樽発列車を5107Mとして、再度従来と同じ時間帯に新設。手稲発の旧・5107Mは再び5005Dとなる[8][注 3]。
- 2015年（平成27年）3月14日：同日のダイヤ改正で小樽始発の列車（5107M）の運行を取りやめ [JR北 6][9][注 4]。夜間の手稲行き2本は列車番号を変更（3042M→3040M、3046M→3044M）[10][注 5]。
- 2016年（平成28年）3月26日：同日のダイヤ改正で次のように変更[JR北 7][11]。
  - 朝時間帯手稲発2本目の札幌行き列車の列車番号を変更（5005D→5D）[注 6]。
  - 夜間の札幌発手稲行き上り列車について、21時台1本（3044M）を廃止、残存した20時台1本は列車番号を変更（3040M[9]→2040M[注 7]）
- 2017年（平成29年）3月4日：同日のダイヤ改正で札幌発20時台の手稲行き上り列車1本（2040M）を廃止（上り列車全廃）[JR北 8]。手稲発の下り列車3本のみとなる。
- 2018年（平成30年）：手稲駅に券売機を設置し[JR北 9]、当日分の乗車整理券のみ発売[JR北 2]。
  - 大塚 (2011)によると、それ以前の2011年（平成23年）に大塚が取材した際には、手稲駅から乗車の場合はホーム上で駅係員に料金を支払うのみの体制となっており、実質的に定員の制限は無い状態であった[12][注 8]。乗車率が満席近いわけではないため、定員面では大きな問題とはなっていなかったが[12]、長時間ホーム上に料金支払いの待機列が発生していた[JR北 9]。
- 2023年（令和5年）3月18日：同日のダイヤ改正で次のように列車体系・制度を変更[JR北 2]。
  - 号数を付与（1・3・5号）。
  - 列車番号をあとで充当の特急列車に準じる番号から独自の番号（31D・5D・4003D[13]→311xD、xは号数）に変更。
  - 定員制（ライナー列車）から全席座席指定制（通常料金は当時の道内の通常の普通・快速列車の普通車指定席料金と同一の530円）に変更。マルス格納の通常の普通・快速列車指定席と同様の扱い（1か月前から予約可能）となった[JR北 2]。併せてえきねっとチケットレス座席指定券（現：在来線チケットレス座席指定券）のサービスを開始。
  - 従来同一料金で開放していたグリーン車両について、グリーン車指定席の設定を開始（通常料金は道内の通常の普通・快速列車のグリーン車指定席料金と同一）。
  - 平日のみ運転から毎日運転に変更。
- 2024年（令和6年）8月1日：同日の「北海道旅客鉄道旅客営業規則」改正で、同日乗車分より道内の通常の普通・快速列車のグリーン車指定席料金を、例外扱いであった「エアポート」「ノロッコ」と同一の840円に引き上げたが、「ホームライナー」については530円のまま据え置き[JR北 3][注 9]。